# Cytochrom P450 24A1
Das Cytochrom P450, Familie 24, Subfamilie A, Polypeptid 1 (kurz: CYP24A1, oder nach der Funktion alternativ: 24-Hydroxylase genannt) gehört zu der Cytochrom P450-Superfamilie und ist ein mitochondriales Enzym, welches maßgeblich am Abbau der Vitamin-D-Metabolite beteiligt ist. Es hydroxyliert das 25(OH)Vitamin D3 (Calcidiol) und das 1,25(OH)2Vitamin D3 (Calcitriol) und inaktiviert sie so. Es ist gegenläufig zur 1α-Hydroxylase reguliert, die das 25(OH)Vitamin D3 aktiviert: 1,25(OH)2Vitamin D3 induziert die 24-Hydroxylase, Hypocalcämie und erhöhtes Parathormon unterdrücken dieses Enzym.

## Biosynthese
Die Biosynthese der 24-Hydroxylase wird hauptsächlich durch Anwesenheit von Vitamin D in Gang gebracht, wofür es zwei Vitamin-D-responsive Elemente (VDRE) auf dem Promotor des CYP24A1-Gens gibt.
Das Gen ist auf Chromosom 20 (20q13.2-q13.3) kodiert, der Enzymvorläufer hat 514 Aminosäuren und hat eine Molekülmasse von 59 kDa.

## Funktion
Durch seine Funktion beim Abbau von Vitamin D spielt 24-Hydroxylase eine Rolle im Calciumhaushalt.

### Katalysierte Reaktion
24-Hydroxylase ist nicht nur in der Lage, Calcidiol einmal (zum 1α,24-Dihydroxycholecalciferol) zu hydroxylieren, es kann Calcitriol bis zum 1α-Hydroxy-23-carboxytetranorvitamin D verändern. Außerdem zeigt es 23-hydroxylierende Aktivität.

### Weitere Funktionen
Neben der katalysierten Reaktion könnte Überexpression des Enzyms eine Rolle bei der Tumorentstehung spielen, aufgrund des resultierenden Vitamin-D-Mangels.